# Sinfonía n.º 1 (Schumann)

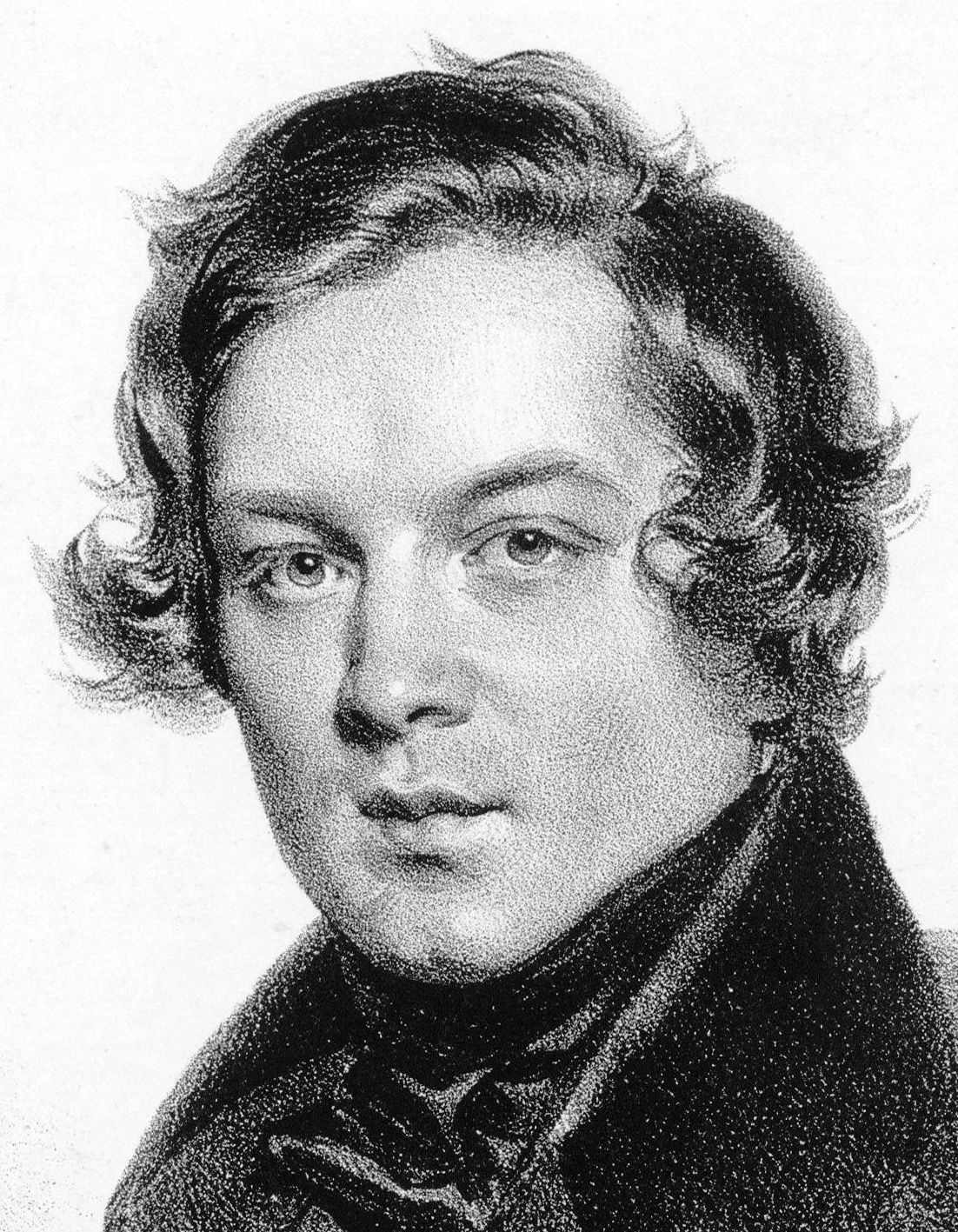
Robert Schumann en 1839.

La Sinfonía n.º 1 en si bemol mayor, Op. 38, también conocida como Primavera o en alemán Frühling, fue compuesta por Robert Schumann en 1841. La obra está dedicada a Federico Augusto II, rey de Sajonia.

## Historia
La composición se desarrolló en 1841. Schumann ya había hecho algunos «intentos sinfónicos» en el otoño de 1840 poco después de haber contraído matrimonio con Clara Wieck, pero no compuso su primera sinfonía hasta principios de 1841. El maestro bosquejó la sinfonía en cuatro días, del 23 al 26 de enero y completó la orquestación un mes después, el 20 de febrero. Hasta entonces, Schumann era conocido sobre todo por sus obras para piano y para voz. Clara le animó a componer música sinfónica y escribió en su diario:

Lo mejor sería que compusiera para orquesta; su imaginación no tiene suficiente espacio en el piano... Sus composiciones son todas orquestales en el fondo... Mi mayor deseo es que componga para orquesta, ¡ese es su campo! ¡Ojalá lo consiga!

El título «Sinfonía Primavera» se debe al poema Frühlingsgedicht de Adolph Böttger, conforme al diario de Clara. Sin embargo, el propio compositor expresó que la sinfonía está meramente inspirada por su Liebesfrühling, Op. 37 (Primavera de amor). El último movimiento también utiliza el final del motivo de Kreisleriana, y por ello se destaca la romántica y fantástica inspiración de esta composición de piano.
Su primera publicación tuvo lugar en 1841 en Leipzig por la casa de edición musical Breitkopf & Härtel. 
El estreno se celebró el 31 de marzo de 1841 en Leipzig con la Orquesta de la Gewandhaus de Leipzig bajo la dirección de Felix Mendelssohn y recibió una cálida acogida.

## Instrumentación
La partitura está escrita para una orquesta formada por:
- Viento madera: 2 flautas, 2 oboes, 2 clarinetes en si bemol, 2 fagotes.
- Viento metal: 4 trompas (dos en fa y dos en si bemol en los mov. I y IV; en mi bemol en el mov. II; en re y si bemol en el mov. III), 2 trompetas en si bemol (tacet en el mov. II, en re en el mov. III), 3 trombones (alto, tenor y bajo; tenor y alto tacet en el mov. III).
- Percusión: 3 timbales, triángulo.
- Cuerda: una sección de cuerdas con violines I y II, violas, violonchelos y contrabajos.

Schumann contribuyó a expandir el uso de los timbales, ya que esta fue la primera gran obra orquestal de su estilo que requería tres timbales. A sugerencia de su primo político, el percusionista Ernst Pfundt, incorporó la inusual afinación de si bemol, sol bemol y fa para el primer movimiento, y re, la y fa para el tercero. Schumann realizó algunas revisiones hasta que se publicó la partitura completa definitiva de la sinfonía en 1853.

## Estructura y análisis
La obra consta de cuatro movimientos:
- I. Andante un poco maestoso 4
4 – Allegro molto vivace, en si bemol mayor 2
4
- II. Larghetto, en mi bemol mayor 3
8
- III. Scherzo. Molto vivace, en re menor 3
4
- IV. Allegro animato e grazioso, en si bemol mayor 4
4

La interpretación de la pieza tiene una duración aproximada de 42 minutos. Originalmente, cada movimiento tenía su propio título: el primero se llamaba «El comienzo de la primavera», el segundo «Atardecer», el tercero «Alegres compañeros de juego» y el último «Primavera en flor». Sin embargo, Schumann retiró los títulos antes de su publicación.

### I.Andante un poco maestoso – Allegro molto vivace
El primer movimiento, Andante un poco maestoso, está escrito en la tonalidad de si bemol mayor y en compás de 4/4. Este movimiento fue descrito por el compositor como una «llamada al despertar» y «La pasión vernal que se apodera de los hombres hasta que son muy viejos, y que los sorprende con cada año». Un académico escribió que «Si eso hace de esta pieza una especie de Juicio Final, entonces el resto de la sinfonía es un Jardín de las Delicias Celestiales».
En el inicio de esta sinfonía se percibe su voluntad de hacer una gran entrada: una impresionante fanfarria para trompas y trompetas, con el eco grandioso de toda la orquesta. Schumann pasó algún tiempo angustiado por los tonos de la primera frase de la trompeta. En cambio, el patrón rítmico estaba claro desde el principio: Al parecer, Schumann lo tomó de los versos finales del poema «Im Thale blüht der Frühling auf» (En el valle florece la primavera) de Adolf Böttger, «O wende, wende deinen Lauf / Im Thale blüht der Frühling auf!» (¡Oh, gira, gira y cambia tu rumbo / En el valle, florece la primavera!). (¡Oh, gira, gira y cambia de rumbo / En el valle florece la primavera!). Las palabras de Böttger encajan sin esfuerzo en la fanfarria y los acentos de Schumann en las partes para viento metal subrayan la conexión. No obstante, esta idea ha sido discutida y se ha mencionado la llamada de un vigilante nocturno de Leipzig como otra posible fuente.
En una carta a Wilhelm Taubert, Schumann escribió:

¿Se podría insuflar un poco de anhelo de la primavera en la orquesta mientras toca? Eso era lo que más tenía en mente cuando escribí [la sinfonía] en enero de 1841. Me gustaría que la primera entrada de trompeta sonara como si viniera de lo alto, como una llamada al despertar. Luego en la introducción me gustaría que la música sugiriera que el mundo se está volviendo verde, quizás con una mariposa revoloteando en el aire, y luego, en el Allegro, mostrar cómo todo lo relacionado con la primavera está cobrando vida... Pero estas son ideas que me vinieron a la mente cuando ya había completado la pieza.

A continuación, sin embargo, llega un desafío a tal autoafirmación con un dramático giro orquestal completo a re menor. El resto de la sustancial introducción lenta puede verse como una lucha por recuperar la tonalidad de origen y con ella esa confianza inicial. Un silencioso redoble de timbales sobre un remoto sol bemol desciende un semitono hasta fa (un efecto bastante nuevo en la música orquestal), y un estimulante crescendo nos lleva al Allegro molto vivace y a una versión mucho más rápida del tema de fanfarria inicial: la esperanzada expectación se transforma en enérgica acción.

### II.Larghetto
El segundo movimiento, Larghetto, está escrito en mi bemol mayor y en compás de 3/8. Es el retrato que Schumann hace de Clara, aunque Beethoven ronda sus sonoridades y su ritmo. El movimiento lento comienza con una tierna melodía de violín, parecida a una canción, que avanza sobre un acompañamiento ligeramente fluido. Su transformación poco después para viento madera, trompa solista y cuerdas es un maravilloso ejemplo del tipo de orquestación translúcida que, según los detractores de este compositor, le superaba. Otro toque elegante le sigue, cuando los tres trombones presagian el tema del Scherzo en silenciosas armonías casi corales. No hay pausa entre el segundo y el tercer movimientos, ya que el cierre del movimiento anterior termina en la tonalidad de re mayor, lo que crea una transición al siguiente movimiento. 

### III.Scherzo. Molto vivace – Trio I. Molto piu vivace – Trio II
El tercer movimiento, Scherzo. Molto vivace, está en re menor y en compás de 3/4. Se trata de un scherzo formado por dos tríos y una coda. El primer trío, Molto piu vivace, sigue en re mayor y cita motivos del movimiento inicial. El segundo trío cambia a si bemol mayor. Por último la coda, Come sopra ma un poco più lento – Quasi presto – Meno presto, regresa al re mayor. Un mágico pasaje pianissimo para trombones, al final, es reelaborado como tema principal de un scherzo Molto vivace, que tiene dos tríos en re mayor (el primero derivado de la fanfarria de trompeta inicial). En el Scherzo una melodía de danza robusta y terrenal contrasta maravillosamente con las dos secciones de Trío que corren frenéticamente. El final es particularmente original: el Scherzo regresa pero pierde energía con rapidez; un silencio, luego recuerdos fragmentarios del primer trío llevan la música a un suave desenlace, burlonamente inconcluso. El humor fantástico y voluble de los grandes ciclos para piano solo de Schumann se recrea aquí de forma brillante en términos orquestales.

### IV.Allegro animato e grazioso
El cuarto y último movimiento, Allegro animato e grazioso, está en si bemol mayor y recupera el compás inicial de 4/4. Un espíritu rondó habita la estructura sonata. Al igual que el movimiento inicial, arranca de forma portentosa, con una escala ascendente masivamente armonizada en la orquesta completa. Schumann lo llamó más tarde «una despedida de la primavera, que no debe tomarse demasiado frívolamente». La robusta seriedad del tema inicial se desinfla con un segundo tema en sol menor que es una deliciosa melodía parlanchina que le sigue. Más tarde, unos susurrantes trémolos de cuerda y una inquietante fanfarria de trombón recuerdan el final de la entonces poco conocida «Gran» sinfonía en do mayor de Schubert, cuyo manuscrito había descubierto Schumann en Viena en 1838. La lenta cadenza de trompa y flauta que sigue es puro Schumann: por un momento, parece que se abre un nuevo mundo de posibilidades mágicas. Después, la flauta regresa sin esfuerzo al tema principal, que conduce a una coda contundente y en constante aceleración. De hecho, entre las obras de un compositor que encarnó la idea del genio romántico temperamental, la Sinfonía Primavera figura como una de las más alegres y geniales de todas. En este movimiento aparece el tema final de Kreisleriana, por lo que recuerda la inspiración romántica y fantástica de las composiciones para piano del compositor.

## Discografía selecta
- 1971 – Rafael Kubelík, Orquesta Filarmónica de Berlín (DG 2709 034).
- 1972 – Herbert von Karajan, Orquesta Filarmónica de Berlín (DG 2740 129).
- 1996 – George Szell, Orquesta de Cleveland (Sony Classical MH2K 62319).
- 1997 – Leonard Bernstein, Orquesta Filarmónica de Viena (DG 453 049-2).
- 1998 – John Eliot Gardiner, Orquesta de la Revolucionaria y Romántica (Archiv Produktion 457591).
- 2002 – Wolfgang Sawallisch, Orquesta Estatal Sajona de Dresde (EMI Classics 5 67768-2).
- 2004 – David Zinman, Orquesta de la Tonhalle de Zúrich (Arte Nova Classics 82876 57743 2; BMG Classics 82876 57743 2).

En la emisión del 4 de enero de 2014 del programa CD Review - Building a Library de la BBC Radio 3, la crítica musical Erica Jeal analizó grabaciones de la Sinfonía n.º 1 y recomendó la grabación de 2004 de la Orquesta de la Tonhalle de Zúrich dirigida por David Zinman, como la mejor opción disponible.